# Epic E1000
L'Epic E1000 est un avion monomoteur à turbopropulseur produit par Epic Aircraft à Bend (Oregon).

## Histoire
L'Epic E1000 est un avion en fibre de carbone de six places, à aile basse et train rentrant. Il est équipé du moteur Pratt & Whitney Canada PT6A-67A de 1 200 ch, d'une hélice Hartzell et de l'avionique Garmin G1000 NXi.
L'Epic E1000 est une évolution de l'Epic LT (en) précédemment produit en kit à assembler.
Le premier vol a eu lieu le 19 décembre 2015. Il est certifié en novembre 2019. Le premier exemplaire est livré en février 2020.

## Modèles
E1000

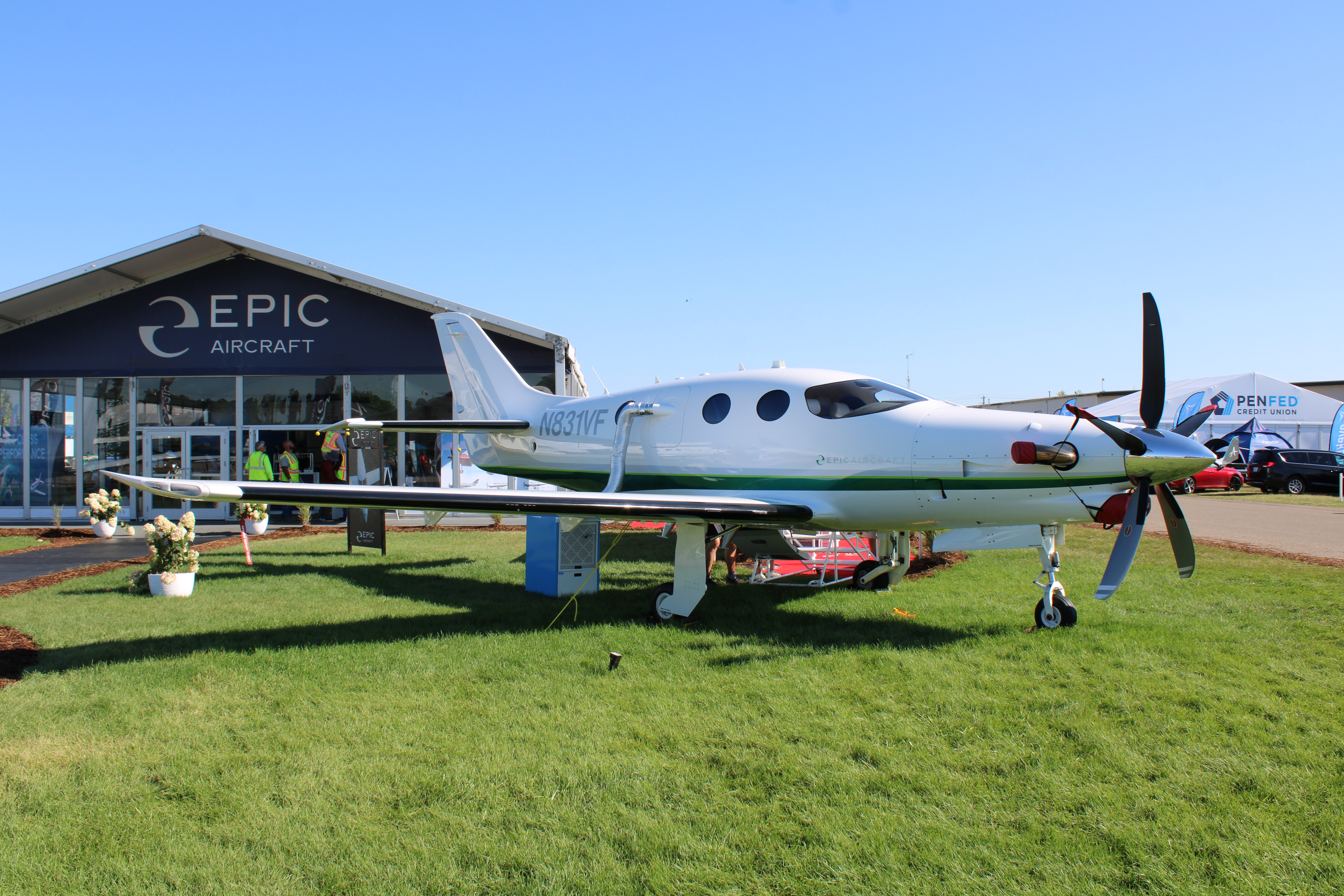
E1000 GX avec hélice Hartzell à 5 pales

Modèle original doté d'une hélice Hartzell à 4 pales,
E1000 GX
Modèle doté d'une hélice Hartzell à 5 pales et du pilote automatique Garmin GFC 700, en 2021,
E1000 AX
Avionique améliorée dont l'automanette et l'autoland, en 2025.

## Livraisons
(Source GAMA)
| Modèle / Année | 2020 | 2021 | 2022 | 2023 | 2024 | Total |
| -------------- | ---- | ---- | ---- | ---- | ---- | ----- |
| E1000          | 7    | 1    | -    | -    | -    | 8     |
| E1000 GX       | -    | 9    | 16   | 17   | 26   | 68    |